# Captain Marvel (trilha sonora)
Captain Marvel (Original Motion Picture Soundtrack) é a trilha sonora do filme Captain Marvel (2019) da Marvel Studios. A trilha, composta por Pinar Toprak, foi lançada pela Hollywood Records em 8 de março de 2019, nos Estados Unidos.

## Antecedentes
Em maio de 2018, Clark Gregg indicou que a trilha sonora do filme incluiria canções da década de 1990. Pinar Toprak assinou contrato para compor a trilha do filme no mês seguinte, tornando-a a primeira mulher a fazer trilha para um filme do Universo Cinematográfico Marvel. Os diretores Anna Boden e Ryan Fleck afirmaram que, embora eles quisessem trazer mais mulheres para o filme, Toprak não foi contratada por causa de seu gênero, mas porque ela se destacou como sua favorita entre um grupo de candidatos que incluía homens e mulheres. Para sua audição, Toprak contratou uma orquestra de 70 músicos para executar sete minutos de música que ela compôs. Toprak descreveu a trilha como uma fusão de sons eletrônicos e orquestrais com as partes eletrônicas representando os alienígenas e a orquestra representando a personagem principal. Toprak gravou os sons eletrônicos em um sintetizador analógico em seu estúdio caseiro e gravou uma orquestra de 90 instrumentos nos Abbey Road Studios em Londres. Toprak disse que a parte principal do desenvolvimento da trilha era o tema da personagem-título, enquanto mais tarde desenvolveria temas para os Kree e os Skrulls, que ela tentou conectar para "encontrar o universo" para as cenas do filme no espaço e na Terra, enquanto descrevia as cenas na Terra como "divertidas".
Toprak tentou desenvolver o tema da personagem como um tema que fosse "reconhecível desde as duas primeiras notas", afirmando que "[o público] nem sempre tem tempo, especialmente mais tarde no filme, para se aprofundar nele". Ela começou a desenvolver o tema do filme "cantarolando idéias", eventualmente chegando com "um intervalo menor-sete" durante uma caminhada, que ela usou como tema do filme. Toprak disse que o tema de Carol Danvers é "forte e poderoso", mas também emocional, a fim de focar na vulnerabilidade da personagem. Ela também tentou mostrar a natureza "superdivertida e realmente espirituosa" da personagem. Toprak foi inspirada nos filmes dos anos 90 para a trilha, afirmando que "as trilhas sonoras de filmes de ação eram muito mais notáveis. Muito dinâmicas com muitas coisas acontecendo", e que a trilha é uma homenagem à partitura dos filmes de ação de 1990." Toprak faz referência ao tema de Alan Silvestri em The Avengers (2012) próximo ao final do filme.
Em abril de 2019, Mark Salcido do site Screen Geek alegou que a Marvel e os diretores de Captain Marvel ficaram insatisfeitos com o trabalho de Toprak no filme, mesmo depois que ela respondeu a "amplas" notas e a substituiu como compositora do filme por Michael Giacchino. Giacchino respondeu a este relatório, confirmando que ele estava envolvido no filme, revelando que foi convidado a dar um feedback sobre o trabalho de Toprak enquanto estava trabalhando com a Marvel na trilha de Spider-Man: Far From Home (2019). Ele pensou que Toprak havia escrito um "belo tema e uma trilha sonora inspiradora" para o filme, e a ajudou a trabalhar em "algumas faixas", que ele disse ter sido ele apoiando-a como um membro da "família" da Marvel. Giacchino deixou claro que ele "não escreveu a trilha sonora para Captain Marvel... o ponto principal é que [Toprak] é uma compositora fabulosa e certamente não precisa de mim".

## Lista de faixas
Todas as músicas compostas por Pinar Toprak.
| N.º            | Título                     | Duração |  |
| 1.             | "Captain Marvel"           | 2:15    |  |
| 2.             | "Waking Up"                | 1:28    |  |
| 3.             | "Boarding the Train"       | 1:30    |  |
| 4.             | "Why Do You Fight?"        | 1:14    |  |
| 5.             | "Let's Bring Him Home"     | 1:39    |  |
| 6.             | "Entering Enemy Territory" | 3:33    |  |
| 7.             | "Breaking Free"            | 5:24    |  |
| 8.             | "Hot Pursuit"              | 4:34    |  |
| 9.             | "Lost the Target"          | 2:10    |  |
| 10.            | "Lifting Fingerprints"     | 1:31    |  |
| 11.            | "Finding the Records"      | 5:20    |  |
| 12.            | "Escaping the Basement"    | 4:23    |  |
| 13.            | "Photos of Us"             | 1:56    |  |
| 14.            | "Learning the Truth"       | 3:16    |  |
| 15.            | "New Clothes"              | 1:04    |  |
| 16.            | "Space Turbulence"         | 2:58    |  |
| 17.            | "High Score"               | 2:35    |  |
| 18.            | "Interrupting Something?"  | 1:30    |  |
| 19.            | "Trapped"                  | 3:19    |  |
| 20.            | "I'm All Fired Up"         | 3:20    |  |
| 21.            | "More Problems"            | 8:15    |  |
| 22.            | "You Could Use a Jump"     | 1:45    |  |
| 23.            | "This Isn't Goodbye"       | 2:29    |  |
| Duração total: | Duração total:             | 1:7:28  |  |

## Músicas adicionais
As músicas adicionais apresentadas no filme incluem:
- "Crazy on You" - Heart
- "Kiss Me Deadly" - Lita Ford
- "Whatta Man" - Salt-N-Pepa
- "Connection" - Elastica
- "Only Happy When It Rains" - Garbage
- "Crush with Eyeliner" - R.E.M.
- "Waterfalls" - TLC
- "You Gotta Be" - Des'ree
- "Come as You Are" - Nirvana
- "Just a Girl" - No Doubt
- "Man on the Moon" - R.E.M.
- "Please Mr. Postman" - The Marvelettes (cantada por Samuel L. Jackson)
- "Celebrity Skin" - Hole

Uma playlist oficial contendo essas músicas está disponível no Apple Music.
A Radio Times elogiou a seleção de faixas, dizendo: "Mais uma vez, a Marvel acertou em cheio na sua trilha sonora", mas também observa que os diretores do filme não necessariamente desenterraram "clássicos amados" relativamente desconhecidos para incorporá-los "na própria trama do filme", ao contrário do que James Gunn conseguiu com Guardiões da Galáxia.

## Desempenho nas tabelas musicais
| Tabela musical (2019)           | Melhor posição |
| ------------------------------- | -------------- |
| Austrália (ARIA Digital Albums) | 26             |